# 與諜同謀
《與諜同謀》（英文: Provocateur），是香港電視廣播有限公司拍攝製作的時裝商戰、懸疑、人性電視劇，以間諜為主題，由羅嘉良領銜主演，由鄭俊弘、李佳芯及黃心穎主演，並由張頴康、胡諾言、賴慰玲及湯洛雯聯合演出，編審林麗媚，監製黃偉聲。
此劇為無線海外業務及簡介2017所推介的劇集之一，並為2017年無綫月曆的劇集之一。此劇的劇照圖片亦都在TVB Anywhere及encoreTVB網站的登入畫面中在此劇開播時採用。

## 演員表

### 卓家
| 演員           | 角色   | 暱稱／關係 |
| 羅嘉良         | 卓君臨 | King、卓生、皇上、臨哥（曾京生專稱） 張靜怡之夫 蔣淑苓之第二任丈夫 潘少杰之父，在他童年時無意中把他抛棄（誤會其已死亡），十七年後為其報復對象，最後和好 卓敏莉之繼父，並視其為己出 陳晞文之好友，曾鍾情於其 康逸風之好友，在三年前因自己要推出有問題的美肌液及他企圖揭發自己而與其爭執並錯手把其推向崖邊而令其失足堕海後遇溺死亡 年輕時（十七年前，2000年）在泰国利用張靜怡、潘少杰去販毒來香港賺錢，結果不成功，事後令張靜怡判處死刑，後因發生車禍，昏迷了半年而無意拋棄潘少杰，之後不敢面對他們而為張靜怡立碑時只為其立下無名碑 多次懷疑潘少杰的真正身份，後於第16集證實其是卓宇軒 一直把康逸風的電話隱藏，並用假身份Martin與陳晞文聯絡及溝通，後於第20集被潘少杰發現，於第23集被陳晞文發現，並被其掌摑 於第7集在記者會上揭發陸啟豪與晶晶之姦情並掌摑其 於第16集患上末期腦癌 於第17集得知潘少杰為美世代的內奸 於第18集得知潘少杰為天控商業間諜集團的首領及其他成員的存在 於第20集得知天控商業間諜集團成員的身份 於第23集與潘少杰相認 於第25集因腦癌惡化而病逝 參見美世代化妝品公司 Endless Beauty |
| 林淑敏         | 張靜怡 | 卓君臨之亡妻（第一任妻子），但只有潘少杰、曾京生及陳晞文知情 潘少杰之亡母 十七年前（2000年）在泰國與潘少杰被卓君臨利用去販毒，後被公安拘捕而被判處死刑，最後病逝 僅在卓君臨及潘少的記憶中出現 |
| 陳倩揚         | 蔣淑苓 | 卓君臨之亡妻（第二任妻子） 卓敏莉之亡母 僅在卓敏莉及卓君臨的記憶中出現 |
| 陳泓達（童年） | 潘少   | Ringo、軒仔（卓君臨專稱，改名潘少前）、單車哥哥（康子樂專稱） 原名卓宇軒 卓君臨、張靜怡之子，在童年時被卓君臨無意中拋棄（被其誤會自己已死亡），十七年後向其報復，最後和好 卓敏莉之繼兄，與其針鋒相對，最後和好 陳晞文之歡喜冤家，後為男友，其後分手，最後復合 曾為羅拉之單戀對象 康子樂之忘年之交 十七年前（2000年）在泰國與張靜怡被卓君臨利用去販毒而被卓君臨誤以為已死，實為被其無意拋棄，後被誤當是孤兒而被美國夫婦領養去美國，後回到香港 生日為1989年11月10日 多次被卓君臨懷疑自己的真正身份並成功掩飾自己的身份，後於第16集被卓君臨得知自己的真正身份（自己並不知情） 於第20集發現卓君臨一直把康逸風的電話隱藏及用假身份Martin與陳晞文聯絡及溝通 於第23集與卓君臨相認 參見美世代化妝品公司 Endless Beauty、天控商業間諜集團 |
| 鄭俊弘         | 潘少   | Ringo、軒仔（卓君臨專稱，改名潘少前）、單車哥哥（康子樂專稱） 原名卓宇軒 卓君臨、張靜怡之子，在童年時被卓君臨無意中拋棄（被其誤會自己已死亡），十七年後向其報復，最後和好 卓敏莉之繼兄，與其針鋒相對，最後和好 陳晞文之歡喜冤家，後為男友，其後分手，最後復合 曾為羅拉之單戀對象 康子樂之忘年之交 十七年前（2000年）在泰國與張靜怡被卓君臨利用去販毒而被卓君臨誤以為已死，實為被其無意拋棄，後被誤當是孤兒而被美國夫婦領養去美國，後回到香港 生日為1989年11月10日 多次被卓君臨懷疑自己的真正身份並成功掩飾自己的身份，後於第16集被卓君臨得知自己的真正身份（自己並不知情） 於第20集發現卓君臨一直把康逸風的電話隱藏及用假身份Martin與陳晞文聯絡及溝通 於第23集與卓君臨相認 參見美世代化妝品公司 Endless Beauty、天控商業間諜集團 |
| 林淽諾（童年） | 卓敏莉 | Mani、Sal姐、世侄女（錢永棠專稱） 蔣淑苓之女 卓君臨之繼女，視其為親生父親，但誤以為其只有一段與蔣淑苓的婚姻 潘少之繼妹（不知情，後於第25集得知關係），與其針鋒相對，最後和好 陳晞文之同事兼好友，於第21集為其上司 陸啟豪之女友，於第6集為未婚妻，但因揭發其與晶晶之姦情而反目，最後和好 鄒珮瑜、晶晶之情敵 暗戀凌晉 參見美世代化妝品公司 Endless Beauty |
| 黃心穎         | 卓敏莉 | Mani、Sal姐、世侄女（錢永棠專稱） 蔣淑苓之女 卓君臨之繼女，視其為親生父親，但誤以為其只有一段與蔣淑苓的婚姻 潘少之繼妹（不知情，後於第25集得知關係），與其針鋒相對，最後和好 陳晞文之同事兼好友，於第21集為其上司 陸啟豪之女友，於第6集為未婚妻，但因揭發其與晶晶之姦情而反目，最後和好 鄒珮瑜、晶晶之情敵 暗戀凌晉 參見美世代化妝品公司 Endless Beauty |
| 歐瑞偉         | 曾京生 | 阿生 卓君臨之司機兼助手 於第23集收買周祥陷害錢永棠強姦芊芊 |
| 廖麗麗         | 霞 姐  | 卓家工人 |

### 美世代化妝品公司 Endless Beauty

#### 管理層
| 演員   | 角色   | 暱稱／關係 |
| 羅嘉良 | 卓君臨 | King、皇上、臨哥（曾京生專稱） 主席，於第21集辭職 陳晞文之上司 被陸一凡利用及欺壓，後反目，最後表面上和好，實質暗中被他對付 錢永棠之天敵 參見卓家 |
| 李佳芯 | 陳晞文 | Rachel、大內總管、阿文（卓君臨專稱） 行政秘書，於第24集辭職 卓君臨之下屬 參見康家                                                                 |
| 李家聲 | 趙秉權 | Tony、TC 於第11集加入成為行政總裁 於第21集被卓君臨解僱                                                                                            |
| 楊潮凱 | 陸啟豪 | Howard 於第25集成為行政總裁 參見陸家 |

#### 市場部
| 演員   | 角色   | 暱稱／關係 |
| 黃心穎 | 卓敏莉 | Mani、Sal姐 經理（A Team），於第21集成為主席 參見卓家                                                                                          |
| 鄭俊弘 | 潘少   | Ringo、軒仔（改名潘少前）、單車哥哥（康子樂專稱） 原名卓宇軒 經理（B Team），於第21集成為行政總裁，最後於第25集辭職 參見卓家、天控商業間諜集團 |
| 趙樂賢 | 徐永倫 | Alen 經理 於第2集被辭退 |
| 譚偉權 | 鄭 智  | Eric 職員，隸屬A Team |
| 李君妍 | 程玉萍 | Eva 職員，隸屬A Team |
| 羅欣羚 | 何嘉嘉 | Kathy 職員，隸屬A Team |
| 李日昇 | 溫兆聰 | Kenneth 職員，隸屬B Team |
| 丘梓謙 | 方 向  | Anson 職員，隸屬B Team |
| 張名雅 | 戴如寶 | Apple 職員，隸屬B Team |
| 陳芷尤 | 楊芊雪 | Koey 秘書，實為錢永棠派入美世代的内奸，後與他反目 周祥之女友 於第23集交代與周祥離開香港，並逃離至希臘                                          |

#### 資訊科技部
| 演員   | 角色   | 暱稱／關係                                                                                                 |
| 邵卓堯 | 袁英偉 | Ivan 主管                                                                                                  |
| 王綺琴 | 林月美 | May 經理                                                                                                   |
| 賴慰玲 | 杜志仁 | 忍忍 於第4集化名Irene短暫加入美世代資訊科技部企圖偷取資料，後被卓君臨識破假身份 參見天控商業間諜集團、杜家 |
| 黃 欣  |        | 職員 |
| 阮浩棕 |        | 職員 |
| 陳建文 |        | 職員 |
| 王靖怡 |        | 職員 |

#### 物流部
| 演員   | 角色   | 暱稱／關係                                                  |
| 蔡康年 | 黃安達 | Dylan 經理 於第20集被錢永棠收買並跳槽至風姿堂而被卓君臨解僱 |
| 何佩珉 |        | 職員                                                        |

#### 研發部
| 演員   | 角色   | 暱稱／關係                                                         |
| 曹永廉 | 康逸風 | Vincent 前產品研發部經理 參見康家                                  |
| 莫家淦 | 蔡 忠  | 研發部職員 於第9集受錢永棠指使偷取797M的資料，後被卓君臨識破而被捕 |

#### 其他部門
| 演員   | 角色   | 暱稱／關係 |
| 鍾志光 | 沈繼賢 | Kevin 財務部經理 |
| 李海生 | 陳 球  | 球哥 貨倉主管 杜朗旭之同鄉，並利用其，最後與其反目 私自把有效期貨品換成逾期貨品及把有效期貨品賣給水貨客 於第18集誣陷杜朗旭把有效期貨品換成逾期貨品 於第20集交代已被捕 |
| 曾守明 | 杜朗旭 | 倉務主任 陳球之同鄉，並被其利用，最後與其反目 於第18集被陳球誣陷把有效期貨品換成逾期貨品 參見杜家                                                                     |
| 羅泳嫻 |        | 實驗室職員 |
| 梁麗瑩 |        | 實驗室職員 |
| 陳狄克 | 石 哥  | 保安 |
| 江富強 |        | 保安 |
| 黃煒溏 |        | 保安 |
| 陳勉良 |        | 保安 |
| 司徒暉 |        | 保安 |

### 天控商業間諜集團
- 於第25集解散

| 演員           | 角色   | 暱稱／關係 |
| 鄭俊弘         | 潘少   | Ringo、軒仔（改名潘少前）、單車哥哥（康子樂專稱） 原名卓宇軒 首領，目標是向卓君臨報復 凌晉之好友兼上司，曾一度反目及和好，但其後再次反目，最後和好 林信輝、杜志仁、鄒珮瑜之上司，後反目，最後和好 多次企圖破壞美世代的聲譽和形象及入侵美世代的網絡 與錢永棠勾結，最後反目 於第1集威脅錢永棠來與其合作對付卓君臨 於第17集指使錢永棠向卓君臨設圈套，後被卓君臨得知自己為美世代的內奸（自己並不知情） 於第18集被卓君臨得知自己為天控商業間諜集團的首領（自己並不知情） 參見美世代化妝品公司 Endless Beauty、卓家                                                                       |
| 張頴康         | 凌 晉  | Cyrus、甩尾哥（火箭哥專稱） 成員，情報專家 凌浩之子 潘少杰之下屬兼好友，曾一度反目及和好，但其後再次反目，最後和好 被卓敏莉暗戀 與鄒珮瑜有感情線，後為男友並幫助其與鄒珮瑚和好 關正揚之好友，並被其利用，最後反目 錢德勤、火箭哥之好友 錢永棠之天敵，因錢德勤被自己間接害死而被其憎恨 八年前在英國因醉駕發生車禍而間接把錢德勤害死，把關正揚害至下半身癱瘓，後來因父親為還命給錢永棠而跳樓自殺身亡，自己亦變成自暴自棄 多次企圖破壞美世代的聲譽和形象及入侵美世代的網絡 於第20集被卓君臨得知自己為天控商業間諜集團的成員（自己並不知情） 於第22集離開天控商業間諜集團，後於第24集重返 |
| 胡諾言         | 林信輝 | 阿龜、大牛龜 成員，變裝達人 郭氏之外孫 林信良之兄 周志光之舊同學，後反目 潘少之下屬，後反目，最後和好 與杜志仁有感情線，後為男友 多次企圖破壞美世代的聲譽和形象及入侵美世代的網絡 於第20集被卓君臨得知自己為天控商業間諜集團的成員（自己並不知情） 於第21集離開天控商業間諜集團，後於第24集重返 |
| 黃可盈（童年） | 杜志仁 | 忍忍 成員，科技宅女 潘少之下屬，後反目，最後和好 與林信輝有感情線，後為女友 多次企圖破壞美世代的聲譽和形象及入侵美世代的網絡 於第20集被卓君臨得知自己為天控商業間諜集團的成員（自己並不知情） 於第21集離開天控商業間諜集團，後於第24集重返 美世代化妝品公司 Endless Beauty、杜家 |
| 賴慰玲         | 杜志仁 | 忍忍 成員，科技宅女 潘少之下屬，後反目，最後和好 與林信輝有感情線，後為女友 多次企圖破壞美世代的聲譽和形象及入侵美世代的網絡 於第20集被卓君臨得知自己為天控商業間諜集團的成員（自己並不知情） 於第21集離開天控商業間諜集團，後於第24集重返 美世代化妝品公司 Endless Beauty、杜家 |
| 劉芷玲（童年） | 鄒珮瑜 | Amber 成員，社交能手 鄒氏之私生女 鄒珮瑚同父異母之妹，與其不和，後因凌晉幫助而與她和好 潘少之下屬，後反目，最後和好 卓敏莉之情敵 與凌晉有感情線，後為女友 Leo之師妹 劉永謙之好友 多次企圖破壞美世代的聲譽和形象及入侵美世代的網絡 於第12集被張寶德開電單車撞倒而短暫昏迷，後康復 於第20集被卓君臨得知自己為天控商業間諜集團的成員（自己並不知情） 於第23集離開天控商業間諜集團，後於第24集重返 |
| 湯洛雯         | 鄒珮瑜 | Amber 成員，社交能手 鄒氏之私生女 鄒珮瑚同父異母之妹，與其不和，後因凌晉幫助而與她和好 潘少之下屬，後反目，最後和好 卓敏莉之情敵 與凌晉有感情線，後為女友 Leo之師妹 劉永謙之好友 多次企圖破壞美世代的聲譽和形象及入侵美世代的網絡 於第12集被張寶德開電單車撞倒而短暫昏迷，後康復 於第20集被卓君臨得知自己為天控商業間諜集團的成員（自己並不知情） 於第23集離開天控商業間諜集團，後於第24集重返 |

### 康家
| 演員   | 角色   | 暱稱／關係 |
| 曹永廉 | 康逸風 | Vincent 陳晞文之夫 康子樂之父 卓君臨之好友 羅拉之大學同學 唐致遠之師兄 三年前表面上在出海釣魚時失足意外堕海而失蹤，實質因企圖阻止卓君臨推出有問題的美肌液及企圖揭發他而與其爭執並被其錯手推向崖邊而失足堕海後遇溺死亡 於第22集被法庭宣布已死亡 參見美世代化妝品公司 Endless Beauty                       |
| 李佳芯 | 陳晞文 | Rachel、大內總管、阿文（卓君臨專稱） 康子樂之母 康逸風之妻 潘少杰之歡喜冤家，後為女友，其後分手，最後復合 卓君臨之好友，曾為其鍾情對象 卓敏莉、羅拉之好友 於第23集得知卓君臨與潘少杰的關係，並發現卓君臨一直把康逸風的電話隱藏及用假身份Martin與自己聯絡及溝通，後掌摑其 參見美世代化妝品公司 Endless Beauty |
| 馬譽軒 | 康子樂 | 樂仔、康生 康逸風、陳晞文之子 潘少杰之忘年之交，並視他為偶像 |

### 杜家
| 演員           | 角色   | 暱稱／關係 |
| 曾守明         | 杜朗旭 | 謝詠芯之夫，已於多年前因孫惠芳而反目 杜志仁之父 多年前因謝詠芯得知杜志仁並非兒子而打算墮胎，在杜志仁童年時離開與謝詠芯所建立的家庭，後在杜志仁長大後與其相認並和好 孫惠芳之初戀情人兼現任丈夫 孫志堅之姐夫 參見美世代化妝品公司 Endless Beauty |
| 吳香倫         | 謝詠芯 | 杜朗旭之妻(奉女成婚)，已於多年前因孫惠芳而被其反目兼拋棄 孫惠芳之好友，後反目 杜志仁之母，並針對兼刻薄其 |
| 劉桂芳         | 孫惠芳 | 粥店老闆娘 孫志堅之姊 杜朗旭之初戀情人兼現任妻子(第二任妻子) 謝詠芯之好友，後反目 患有癌症，後康復 杜志仁之繼母 出現於第18、20集 |
| 黃穎君         |        | 杜朗旭、謝詠芯之長女，多年前被杜朗旭拋棄 杜志仁之姊，與其相處出現代溝 |
| 周麗欣         |        | 杜朗旭、謝詠芯之次女，多年前被杜朗旭拋棄 杜志仁之姊，與其相處出現代溝 |
| 黃可盈（童年） | 杜志仁 | 忍忍 杜朗旭之么女，多年前被其拋棄，最後相認並和好 謝詠芯之么女，被其針對兼刻薄 孫惠芳之继女 參見天控商業間諜集團、美世代化妝品公司 Endless Beauty                                                                                              |
| 賴慰玲         | 杜志仁 | 忍忍 杜朗旭之么女，多年前被其拋棄，最後相認並和好 謝詠芯之么女，被其針對兼刻薄 孫惠芳之继女 參見天控商業間諜集團、美世代化妝品公司 Endless Beauty                                                                                              |

### 陸家
| 演員   | 角色   | 暱稱／關係 |
| 羅樂林 | 陸一凡 | 凡哥（卓君臨專稱） 高美顏集團主席，於第7集因陸啟豪之醜事被揭發而被董事會拉下台／美世代之董事 陸啟豪之父，最後被其出賣及與其反目 利用及欺壓卓君臨，後因卓君臨揭發陸啟豪與晶晶之姦情而與他反目，最後表面上和好，實質暗中對付其 與錢永棠、賀鎮南勾結 於第7集在記者會上因陸啟豪與晶晶之姦情被揭發而心臟病發昏迷，後康復 於第25集與錢永棠及賀鎮南企圖惡意收購美世代，但被潘少及陳晞文識破計劃而失敗，最後心臟病發昏迷 於結尾獲陸啟豪交代已甦醒療養中 |
| 楊潮凱 | 陸啟豪 | Howard 高美顏集團副主席，於第7集因醜事被揭發而被董事會拉下台 陸一凡之子，最後反目 與錢永棠、賀鎮南（陳永南）勾結，最後反目 卓敏莉之男友，於第6集為未婚夫，但被其揭發與晶晶之姦情而反目，最後和好 於第7集在記者會上被卓君臨揭發自己與晶晶之姦情而被卓君臨及黃柏川掌摑，並逃離至英國，後於第10集回港 於第17集加入美世代成為董事之一 於第25集出賣陸一凡、錢永棠及賀鎮南（陳永南） 參見美世代化妝品公司 Endless Beauty                              |

### 其他演員
| 演員   | 角色                    | 暱稱／關係 |
| 車婉婉 | 羅 拉                   | Laura 陳晞文之好友 康逸風之大學同學 曾單戀潘少 |
| 李成昌 | 錢永棠                  | 棠哥 風姿堂化妝品公司主席／前黑社會老大 卓君臨之天敵 錢德勤之父 賀鎮南（陳永南）之前手下，並與其勾結 凌浩之前老大 凌晉之天敵，因兒子被其間接害死而憎恨其 與潘少杰勾結，最後反目 與陸啟豪勾結，最後被其出賣及與其反目 與陸一凡、Terry勾結 火箭之老大，最後反目 於第1集被潘少杰威脅來與其合作對付卓君臨 於第9集指使蔡忠偷取797M的資料未遂 於第17集受潘少杰指使向卓君臨設圈套並加入美世代成為董事之一 於第23集被曾京生收買的周祥陷害強姦芊芊而被警方拘捕，後於第24集被無罪釋放 於第25集與陸一凡及賀鎮南（陳永南）企圖惡意收購美世代，但被潘少及陳晞文識破計劃而失敗，最後交代因涉嫌非法勾當而被警方拘捕 |
| 李霖恩 | 唐致遠                  | David 細胞生物專家 康逸風之師弟 易服癖患者 研發797M，並與美世代化妝品公司合作 |
| 麥雅緻 | 鄒珮瑚                  | Joyce 啟迪時裝設計公司老闆娘 鄒氏正室髮妻之女 鄒珮瑜同父異母之姊，與其不和，後因凌晉幫助而與其和好 Leo之前女友，並被其偷取自己的設計圖 患有抑鬱症 於第12集指使張寶德搶回設計圖而導致Leo與鄒珮瑜受傷昏迷 |
| 張智軒 | 周 祥                   | 錢永棠之助手，後反目 楊芊雪之男友 於第23集被曾京生收買陷害錢永棠強姦芊芊，後與楊芊雪離開香港，並逃離至希臘 |
| 劉 江  | 賀鎮南／陳永南          | 南哥 賀氏南國集團創辦人／前黑社會老大 錢永棠之恩師兼師父，並與其勾結 與陸啟豪勾結，最後被其出賣及與其反目 與陸一凡勾結 於第25集與陸一凡及錢永棠企圖惡意收購美世代，但被潘少及陳晞文識破計劃而失敗 |
| 高爾珩 | 郭 氏                   | 「郭家涼茶」老闆娘 林信輝、林信良之亡外祖母 死後店鋪秘方被周志光偷走 |
| 繆家慶 | 林信良                  | 林信輝之弟 郭氏之外孫 因讀書壓力而跳樓自殺並變成植物人 於第25集交代已送往外國治療 |
| 黃建東 | Leo                     | 設計師 鄒珮瑚之前男友，並偷取她的設計圖 鄒珮瑜之師兄 於第12集被鄒珮瑚指使的張寶德搶去設計圖及被其開電單車撞倒而重傷昏迷 於第13集甦醒 |
| 張景淳 | 錢德勤                  | Duncan 錢永棠之亡子 凌晉、關正揚之亡好友 八年前在英國因凌晉醉駕發生車禍而傷重身亡 |
| 黃栢文 | 凌 浩                   | 浩哥 前黑社會頭目 凌晉之亡父 錢永棠之前手下 八年前因凌晉醉駕間接害死錢德勤，為了還命給錢永棠而跳樓自殺身亡 |
| 蕭徽勇 | 易世凱                  | Natural Factory老闆 於第1集被卓君臨透過潘少杰主導的商業間諜集團，盜取新研發遮瑕膏資料，並遭低價賣盤 |
| 吳沚默 | 趙海韻                  | 癌症病人 於第1集獲美世代邀請，擔任遮瑕膏發布會模特兒 |
| 曾航生 | Terry                   | 銀行家 易世凱之同學 於第1集協助卓君臨以低價收購Natural Factory 與錢永棠勾結，陷害卓君臨 |
| 杜大偉 | Samuel                  | 銀行家 於第1集協助卓君臨以低價收購Natural Factory |
| 李啟傑 | Francis                 | 銀行家 於第1集協助卓君臨以低價收購Natural Factory |
| 陳潔玲 | Cherry                  | 模特兒（第1集） |
| 林宥喬 |                         | 錢永棠之手下（第1、19集） |
| 李興華 |                         | 錢永棠之手下（第1、19集） |
| 方紹聰 |                         | 工作人員（第1集） |
| 鄭詠謙 |                         | 工作人員（第1集） |
| 謝可逸 |                         | 司機（第1集） |
| 陳嘉嘉 |                         | 女職員（第1集） |
| 李 岡  |                         | 潘少之喬裝（第1集） |
| 陳浚霆 |                         | 攝影師（第1集） |
| 范仲   |                         | 攝影師（第1集） |
| 關梓陽 |                         | 攝影師（第1集） |
| 李嘉晉 |                         | 燈光師（第1集） |
| 李嘉晉 | crew（第25集）          | |
| 楊嘉欣 |                         | 助手（第1集） |
| 楊嘉欣 | 雪糕店職員（第6、19集） | |
| 張詩欣 |                         | 助手（第1集） |
| 吳展驊 |                         | 助手（第1集） |
| 董敬文 |                         | 助手（第1集） |
| 霍健邦 |                         | 主持（第1集） |
| 梁麗翹 | Helen                   | 記者 |
| 徐玟晴 |                         | 記者 |
| 曾 敏  |                         | 記者 |
| 楊家寶 |                         | 記者 |
| 陳華鑫 |                         | 記者 |
| 蔡曜力 |                         | 記者 |
| 譚永浩 |                         | 記者 |
| 謝芷倫 |                         | 記者 |
| 吳嘉儀 |                         | 記者 |
| 黃煦齡 |                         | 記者 |
| 彭紀諺 |                         | 記者 |
| 郭千瑜 |                         | 記者 |
| 吳珮如 |                         | 記者 |
| 余應彤 |                         | 化妝師（第1集） |
| 黃耀煌 |                         | 易世凱之助手（第1集） |
| 姚浩政 | Max                     | 律師 於第1集協助卓君臨以低價收購Natural Factory |
| 施駿喆 |                         | 經紀（第1集） |
| 曾健明 |                         | 保安主管（第1集） |
| 梁 茵  |                         | 徐永倫之前女友 懷有徐永倫的骨肉 於第2集向徐永倫追討贍養費，實為被潘少杰收買以讓卓君臨勾起拋妻棄子的回憶 |
| 魏惠文 | 何 生                   | 書店老闆（第2集） |
| 游莨維 |                         | 「手不離車開車走」活動主持（第2集） |
| 黃文迪 |                         | 宅男 「手不離車開車走」活動參賽者（第2集） |
| 朱智賢 | Gigi                    | 模特兒 卓敏莉之中學同學（第3集） |
| 黃梓瑋 | Jenny                   | Gigi之經理人（第3集） |
| 李忠希 | 關正揚                  | 殘障人士 凌晉之好友，並利用其，最後反目 錢德勤之好友 八年前在英國因凌晉醉駕發生車禍而重傷並下半身癱瘓 蕭遙之好友，並經常被其接濟 於第3集指使凌晉企圖偷取蕭遙的債券，後被潘少識破而與凌晉反目 |
| 劉天龍 | 蕭 遙                   | 大學教授 關正揚之好友，並經常接濟其 |
| 麥皓兒 |                         | 司儀（第3集） |
| 周梓盈 |                         | 職員（第4集） |
| 陳念君 |                         | 職員（第4集） |
| 焦浩軒 |                         | 單車人士（第4集） |
| 陳婉婷 |                         | 單車人士（第4集） |
| 朱斐斐 |                         | 酒店職員（第4集） |
| 朱樂洺 |                         | 酒店職員（第4集） |
| 許家傑 | Simon                   | 酒店經理 與卓君臨有交情（第4集） |
| 嘉 駿  |                         | 陸啟豪之舊同學兼好友（第5集） |
| 關浩揚 |                         | 陸啟豪之舊同學兼好友（第5集） |
| 馮秀華 |                         | 陸啟豪之舊同學兼好友（第5集） |
| 劉溫馨 |                         | 陸啟豪之舊同學兼好友（第5集） |
| 尹詩沛 |                         | 艷女 陸啟豪之好友（第5集） |
| 曹思詩 |                         | 艷女 陸啟豪之好友（第5集） |
| 梁博恩 |                         | 電單車男（第5集） |
| 梁博恩 | 手下（第25集）          | |
| 李旻芳 |                         | 化驗所職員（第5集） |
| 吳綺珊 | 方嘉莉                  | Kelly 財經記者 於第5集企圖揭發卓君臨曾有兩段婚姻，後被卓君臨用自己母親的性命威脅來終止訪問 |
| 張雪瑩 |                         | 雪糕店職員（第6集） |
| 李悅瀚 |                         | 雪糕店職員（第6集） |
| 蕭凱欣 |                         | 婚宴統籌（第7集） |
| 黃匡翹 |                         | 婚宴統籌（第7集） |
| 利穎怡 | 晶 晶                   | 黃柏川之妻，後離婚 與陸啟豪有姦情 卓敏莉之情敵 |
| 洋     | 黃柏川                  | 高美顏集團董事 晶晶之夫，後離婚 於第7集在記者會上因陸啟豪與晶晶之姦情被揭發而掌摑陸啟豪，並與陸一凡反目 |
| 曾琬莎 |                         | 護士（第7集） |
| 黃榮燊 |                         | 酒店職員（第8集） |
| 袁鎮業 |                         | 涼茶舖店長（第8集） |
| 張漢斌 | 張 生                   | 電視台監製（第9集） |
| 楊證樺 | 周志光                  | 光仔 林信輝之舊同學，後反目 於執拾郭氏的遺物時偷走其涼茶秘方，並用其秘方自行開店 於第9集被潘少杰等人陷害，要脅自己交還秘方 |
| 吳幸美 |                         | 新聞主播（第9、12、16集） |
| 吳偉豪 |                         | 酒保（第9集） |
| 陳偉洪 |                         | 打手（第9集） |
| 招浩明 |                         | 賭場經理（第9集） |
| 林泳淘 |                         | 797M代言人（第11集） |
| 沈可欣 | Lucy                    | 意大利實驗室主管（第11集） |
| 李子奇 | 駱九鼎                  | 鼎爺 富商 於第16集中風入院 於第22集被交代已去世 |
| 楊瑞麟 | 彭醫生                  | Peter 卓君臨之主診醫生 |
| 潘芳芳 | 李董事                  | 美世代之董事（第11、16、17、19-25集） |
| 韓毓霞 | 張董事                  | 美世代之董事（第11、16、17、19-25集） |
| 鄧英敏 | 戴董事                  | 美世代之董事（第11、16、17、19-25集） |
| 陳榮峻 | 何董事                  | 美世代之董事（第11、16、17、19-25集） |
| 朱凱婷 | 許明珠                  | 電視台主持（第11、20-21、24集） |
| 何沛霖 |                         | 酒吧客，合謀設圈套令鄒珮瑜被捕（第11集） |
| 鄭嘉豪 |                         | 酒吧客，合謀設圈套令鄒珮瑜被捕（第11集） |
| 劉嘉琪 |                         | 酒吧客，合謀設圈套令鄒珮瑜被捕（第11集） |
| 陳婉衡 |                         | 酒吧客，合謀設圈套令鄒珮瑜被捕（第11集） |
| 潘梓鋒 | 張律師                  | （第11、12集） |
| 李曉東 |                         | 職員（第11集） |
| 沈愛琳 |                         | 職員（第11集） |
| 白 雲  |                         | 職員（第11集） |
| 曾海昌 |                         | 會計（第11集） |
| 鍾子彬 |                         | 會計（第11集） |
| 譚坤倫 |                         | 陳永南之手下（第12、24-25集） |
| 何俊軒 | 張寶德                  | 電單車手 於第12集被鄒珮瑚指使搶去Leo的設計圖並開電單車把他撞倒至重傷昏迷，後開電單車把鄒珮瑜撞倒至短暫昏迷 |
| 盧偉文 |                         | 電單車發燒友（第12集） |
| 陳家良 |                         | 電單車發燒友（第12集） |
| 黃得生 |                         | 電單車發燒友（第12集） |
| 黃毅進 |                         | 壯男（第13集） |
| 吳曠利 |                         | 醫生（第13集） |
| 布偉傑 | Adam Chong              | 意大利著名設計師（第13集） |
| 周嘉洛 |                         | 侍應（第16集） |
| 林 玥  |                         | 駱九鼎之兒子（第16、22集） |
| 譚焯升 |                         | 駱九鼎之兒子（第16、22集） |
| 章志文 | 劉永謙                  | 3D螺旋眉毛刷頭製造商負責人 鄒珮瑜之好友 控告美世代侵權（第16-17集） |
| 林敬剛 | 火箭哥                  | 黑社會頭目 錢永棠之手下，最後反目 凌晉之好友 於第25集被錢永棠指使阻止潘少杰揭發其，但最後因凌晉而放過潘少杰（第16、18、20、24-25集） |
| 王致狄 |                         | 火箭哥之手下（第16、18、20、24-25集） |
| 葉家泓 |                         | 火箭哥之手下（第16、18、20、24-25集） |
| 容羨媛 |                         | 醫生（第17集） |
| 蔡國慶 | 韋承澤                  | 教授／中醫師（第18、21集） |
| 陳偉琪 |                         | 主持（第18集） |
| 梁珈詠 |                         | ICU護士（第19、24-25集） |
| 張韋怡 |                         | 遊客（第19集） |
| 季蘋蘋 |                         | 遊客（第19集） |
| 李沁芯 |                         | 遊客（第19集） |
| 王德基 |                         | 海關（第19集） |
| 容天佑 | 孫志堅                  | 孫惠芳之弟（第20集） |
| 衛志豪 | 發                      | 林信輝之好友，並欺騙他（第20集） |
| 郭田葰 |                         | 醫療代表（第20集） |
| 崔錦棠 | 李教授                  | Dr. Lee 研究抗癌藥物（第21-22集） |
| 盧峻峯 |                         | 醫生（第21集） |
| 葉 暐  | Ken Law                 | 財務經理（第21、23集） |
| 黃文意 |                         | 女朋友（第22集） |
| 張曉琳 |                         | 女朋友（第22集） |
| 淼     | 芊 芊                   | 台灣夜總會舞小姐 被周祥收買陷害錢永棠強姦自己（第23集） |
| 鄭恕峰 | 楊 總                   | 甘陵生物科技公司主席（第23集） |
| 李漫芬 |                         | 台灣夜總公關（第23集） |
| 姚 兵  |                         | 台灣刑警（第23集） |
| 陳鴻碩 |                         | 台灣刑警（第23集） |
| 許文軒 |                         | 財經節目主持人（第22集） |
| 陳珈穎 |                         | 店員（第23集） |
| 馮子森 |                         | crew（第25集） |

## 收視
本劇於香港無綫電視翡翠台之收視紀錄：
| 週次 | 集數   | 日期                            | 平均 | 最高 | 備註                                                                                   |
| 1    | 1－5   | 2017年3月6日－3月10日           | 23點 | 26點 | 平均收視22.8點 首集平均收視25點，最高收視26點                                          |
| 2    | 6－9   | 2017年3月13日及3月15日－3月17日 | 23點 | 點   | 平均收視22.7點                                                                         |
| 3    | 10－14 | 2017年3月20日－3月24日          | 23點 | 點   | 平均收視22.6點                                                                         |
| 4    | 15－19 | 2017年3月27日－3月31日          | 22點 | 點   | 平均收視22.4點                                                                         |
| 5    | 20－25 | 2017年4月3日－4月8日            | 22點 | 23點 | 星期一至六平均收視22.3點 星期一至五平均收視22.7點 星期六平均收視20.1點，最高收視22.3點 |
| 全劇 | 全劇   | 全劇                            | 23點 | 26點 | 平均收視22.5點                                                                         |

## 獎項

### 星和無綫電視大獎2017
| 年份   | 獎項              | 角色/劇集        | 結果 |
| ------ | ----------------- | ---------------- | ---- |
| 2017年 | 我最愛TVB電視劇集 | 與諜同謀         | 提名 |
| 2017年 | 我最愛TVB男主角   | 羅嘉良（卓君臨） | 提名 |
| 2017年 | 我最愛TVB女配角   | 黃心穎（卓敏莉） | 獲獎 |

### TVB 馬來西亞星光薈萃頒獎典禮2017
| 年份   | 獎項                    | 角色/劇集        | 結果 |
| ------ | ----------------------- | ---------------- | ---- |
| 2017年 | 最喜愛TVB電視劇集       | 與諜同謀         | 提名 |
| 2017年 | 最喜愛TVB男主角         | 羅嘉良（卓君臨） | 提名 |
| 2017年 | 最喜愛TVB女配角         | 黃心穎（卓敏莉） | 提名 |
| 2017年 | 最喜愛TVB飛躍進步女藝員 | 湯洛雯（鄒珮瑜） | 提名 |
| 2017年 | 最喜愛TVB電視角色       | 卓君臨           | 提名 |
| 2017年 | 最喜愛TVB電視角色       | 潘少杰／卓宇軒     | 提名 |
| 2017年 | 最喜愛TVB電視角色       | 卓敏莉           | 提名 |

### 萬千星輝頒獎典禮2017
| 獎項               | 單位                     | 結果 |
| ------------------ | ------------------------ | ---- |
| 最佳劇集           | 與諜同謀                 | 提名 |
| 全球網民最喜愛劇集 | 與諜同謀                 | 提名 |
| 最佳男主角         | 羅嘉良                   | 提名 |
| 最佳男配角         | 鄭俊弘                   | 提名 |
| 最佳女主角         | 黃心穎                   | 提名 |
| 飛躍進步女藝員     | 黃心穎                   | 提名 |
| 飛躍進步女藝員     | 湯洛雯                   | 提名 |
| 最受歡迎劇集歌曲   | 獨來獨往（主唱：羅嘉良） | 提名 |
| 最受歡迎劇集歌曲   | 地盡頭（主唱：鄭俊弘）   | 提名 |

### 微博之星2017
| 年份   | 獎項             | 角色/劇集         | 結果 |
| ------ | ---------------- | ----------------- | ---- |
| 2018年 | 微博給力劇集歌曲 | 鄭俊弘-《地盡頭》 | 提名 |

## 軼事
- 此劇是無線海外業務及簡介2017推介的電視劇之一。
- 此劇是羅嘉良時隔8年後[7]唯一一部在無綫電視演出的電視劇。[8]
- 此劇是車婉婉時隔9年後回歸無綫電視的首部電視劇。
- 此劇第一女主角原定由楊怡飾演，因合約問題而辭演，後改由李佳芯飾演[9][10]。
- 此劇是陳倩揚在無綫電視的告別作。
- 此劇中飾演卓敏莉的黃心穎在《萬千星輝頒獎典禮2017》獲提名「最佳女主角」，但在《星和無綫電視大獎2017》中榮獲「我最愛TVB女配角」及《TVB馬來西亞星光薈萃頒獎典禮2017》中獲提名「最愛TVB女配角」。

## 歌曲
本劇於在YouTube、網絡以及電視上所找到此劇歌曲，并有粗字代表为有饰演此戏份。
| 主唱（饰演角色）  | 歌曲     | 作曲   | 填詞   | 編曲       | 歌曲監製           | 用作   | 用作   | 歌曲提供             |
| 主唱（饰演角色）  | 歌曲     | 作曲   | 填詞   | 編曲       | 歌曲監製           | 主題曲 | 片尾曲 | 歌曲提供             |
| 羅嘉良 （卓君臨） | 獨來獨往 | 張家誠 | 楊 熙  | 張家誠     | 陈颂红             |        |        | 星夢娛樂集團有限公司 |
| 鄭俊弘 （潘少杰） | 地盡頭   | 徐洛锵 | 張美賢 | Johnny Yim | 何哲圖、Johnny Yim |        |        | 星夢娛樂集團有限公司 |

## 記事
- 2016年2月29日：此劇於12:30在將軍澳電視廣播城一廠Common Room舉行開鏡拜神儀式。
- 2016年5月19日：此劇於16:14在美孚進行外景拍攝，參與演員：鄭俊弘、李佳芯等。
- 2016年5月20日：此劇於13:30在清水灣郊野公園大門燒烤場進行外景拍攝，參與演員：羅嘉良、李佳芯及鄭俊弘等。
- 2016年5月31日：此劇於13:30在清水灣郊野公園大門燒烤場進行外景拍攝，參與演員：羅嘉良、李佳芯、鄭俊弘及車婉婉等。[13][14][15]
- 2017年3月2日：此劇於13:00在將軍澳唐德街3號香港九龍東皇冠假日酒店1樓宴會廳舉行「有智有謀 再創高峰」宣傳活動。[16][17]
- 2017年3月5日：此劇於14:00在銅鑼灣告士打道311號皇室堡地下中庭舉行「商業間諜 足智多謀」宣傳活動。[18][19]
- 2017年3月14日：由於20:00 - 22:00直播《2017行政長官選舉辯論》，當晚暫停播映。
- 2017年3月22日：此劇於14:30在觀塘興業街14號永興工業大廈地下C2室GoNature舉行「突破非常任務」宣傳活動。[20]
- 2017年4月1日：此劇於14:00在紅磡都會道6-10號置富都會7/F大堂舉行「間諜『終』情」宣傳活動。[21][22]

## 外部連結
- 《與諜同謀》羅嘉良強勢回歸TVB 領軍主演懸疑商戰劇 - TVBUSA 官方網站 （页面存档备份，存于）

## 電視節目的變遷
| 香港 無綫電視翡翠台 星期一至五 20:30 - 21:30 · 3月14日 暫停播映 · 4月8日星期六 20:30-21:30 | 香港 無綫電視翡翠台 星期一至五 20:30 - 21:30 · 3月14日 暫停播映 · 4月8日星期六 20:30-21:30 | 香港 無綫電視翡翠台 星期一至五 20:30 - 21:30 · 3月14日 暫停播映 · 4月8日星期六 20:30-21:30 |
| ------------------------------------------------------------------------------------------ | ------------------------------------------------------------------------------------------ | ------------------------------------------------------------------------------------------ |
|                                                                                            | 與諜同謀 （2017-03-06 - 2017-04-08）                                                       |                                                                                            |
| 親親我好媽 （2017-02-06 - 2017-03-03）                                                     | 全職沒女 （2017-04-10 - 2017-05-05）                                                       |                                                                                            |

| 马来西亚 Astro On Demand、Astro On Demand HD 星期一至五 20:30 - 21:15 | 马来西亚 Astro On Demand、Astro On Demand HD 星期一至五 20:30 - 21:15 | 马来西亚 Astro On Demand、Astro On Demand HD 星期一至五 20:30 - 21:15 |
| --------------------------------------------------------------------- | --------------------------------------------------------------------- | --------------------------------------------------------------------- |
|                                                                       | 與諜同謀 （2017-03-06 - 2017-04-08）                                  |                                                                       |
| 親親我好媽 （2017-02-06 - 2017-03-03）                                | 全職沒女 （2017-04-10 - 2017-05-05）                                  |                                                                       |

| 新加坡 TVB首选 星期一至五 20:30 - 21:30 | 新加坡 TVB首选 星期一至五 20:30 - 21:30 | 新加坡 TVB首选 星期一至五 20:30 - 21:30 |
| --------------------------------------- | --------------------------------------- | --------------------------------------- |
|                                         | 與諜同謀 （2017-03-06 - 2017-04-08）    |                                         |
| 親親我好媽 （2017-02-06 - 2017-03-03）  | 全職沒女 （2017-04-10 - 2017-05-05）    |                                         |

| 澳洲 翡翠台 星期一至五 19:30－20:30    | 澳洲 翡翠台 星期一至五 19:30－20:30  | 澳洲 翡翠台 星期一至五 19:30－20:30 |
| -------------------------------------- | ------------------------------------ | ----------------------------------- |
|                                        | 與諜同謀 （2017-03-07 - 2017-04-11） |                                     |
| 親親我好媽 （2017-02-07 - 2017-03-06） | 全職沒女 （2017-04-12 - 2017-05-08） |                                     |

| HUB娛家戲劇台 劇集首映 星期一至五 20:00－21:00 時段 | HUB娛家戲劇台 劇集首映 星期一至五 20:00－21:00 時段 | HUB娛家戲劇台 劇集首映 星期一至五 20:00－21:00 時段 |
| --------------------------------------------------- | --------------------------------------------------- | --------------------------------------------------- |
|                                                     | 與諜同謀 （2017-06-19 - 2017-07-21）                |                                                     |
| 親親我好媽 （2017-05-22 - 2017-06-16）              | 全職沒女 （2017-07-24 - 2017-08-18）                |                                                     |

| Astro華麗台、Astro華麗台HD 星期一至五 20:30－21:30 時段 | Astro華麗台、Astro華麗台HD 星期一至五 20:30－21:30 時段 | Astro華麗台、Astro華麗台HD 星期一至五 20:30－21:30 時段 |
| ------------------------------------------------------- | ------------------------------------------------------- | ------------------------------------------------------- |
|                                                         | 與諜同謀 （2018-07-17－2018-08-20）                     |                                                         |
| 全職沒女 （2018-06-19－2018-07-16）                     | 不懂撒嬌的女人 （2018-08-21－2018-09-27）               |                                                         |

| 八度空间 TVB之最 星期一至五 19:00－19:58    | 八度空间 TVB之最 星期一至五 19:00－19:58 | 八度空间 TVB之最 星期一至五 19:00－19:58      |
| ------------------------------------------- | ---------------------------------------- | --------------------------------------------- |
|                                             | 與諜同謀 （2019-03-12－2019-04-15）      |                                               |
| 乘胜狙击 （2019-01-28－2019-03-11）         | 超时空男臣 （2019-04-16－2019-05-29）    |                                               |
| （重播） 星期一至五 11:30 - 12:30           |                                          |                                               |
| 乘胜狙击 （重播） (2019-05-31－2019-07-09） | 与谍同谋 (2019-07-10－2019-08-13）       | 超时空男臣 （重播） (2019-08-14－2019-09-26） |

| 香港、 马来西亚 千禧经典台 星期一至五 07:00-09:00（香港时间） · 07:04-09:04（马来西亚时间）（两集连播） · 8月24日仅播一集 | 香港、 马来西亚 千禧经典台 星期一至五 07:00-09:00（香港时间） · 07:04-09:04（马来西亚时间）（两集连播） · 8月24日仅播一集 | 香港、 马来西亚 千禧经典台 星期一至五 07:00-09:00（香港时间） · 07:04-09:04（马来西亚时间）（两集连播） · 8月24日仅播一集 |
| --- | --- | --- |
| | 商家大战：與諜同謀 （2023年8月8日 - 2023年8月24日）                                                                       | |
| 團圓 （2023年7月18日 - 2023年8月7日）                                                                                     | 名門暗戰 （2023年8月24日 - 2023年9月14日）                                                                                | |